# 김건희 (스노보드 선수)
김건희(2008년 7월 8일~)는 대한민국의 스노보드 선수로 주 종목은 하프파이프이다. 2025년 동계 아시안 게임에서 남자 하프파이프 금메달을 획득했다.

## 경력
경기도 시흥시 출신이다.
5살 때 스노보드를 시작했으며 2022년 3월 스위스 레쟁에서 열린 2022년 세계 주니어 선수권 대회에 참가했고 하프파이프 부문 17위를 기록했다. 그 해 9월에는 뉴질랜드 카드로나에서 열린 오스트레일라-뉴질랜드컵에서 하프파이프 6위에 올랐다.
2023년 12월 8일 중화인민공화국 베이징에서 열린 월드컵 하프파이프 경기에 출전하여 월드컵에 데뷔했다. 김건희는 이 대회에서 26위에 올랐다.
2024년 3월에는 중화인민공화국 얼다오바이허에서 열린 아시아컵에서 금메달과 동메달을 획득했으며 4월에 오스트리아 키츠슈타인호른에서 열린 유러피언컵에서 독일의 베네딕트 복슈탈러와 스위스의 미샤 취어허를 꺾고 금메달을 획득했다.
2025년 2월 중화인민공화국 하얼빈에서 열린 2025년 동계 아시안 게임에 참가했으며 하프파이프 부문 금메달을 획득했다. 그는 이 대회에서 예선 1위를 달성했으며 결선이 기상 악화로 인해 열리지 않아 예선 기록을 토대로 하여  일본의 기쿠치하라 교타와 대표팀 동료인 이지오를 누르고 금메달을 획득했다.